# Itzenbüttel
Itzenbüttel ist ein Ortsteil von Jesteburg im Landkreis Harburg in der Lüneburger Heide, Niedersachsen. Er liegt 2 km nördlich von Jesteburg und hat etwa 250 Einwohner.

## Geschichte
Itzenbüttel gehört zu den sogenannten „Büttel-Ortschaften“, die in Nordwestdeutschland verbreitet sind. Diese Siedlungen leiten ihre Namen von dem niederdeutschen Wort „-büttel“ ab, was so viel wie „Haus und Hof“ oder „Siedlungsgebiet“ bedeutet. Die genaue Entstehungszeit dieser Ortschaften ist unter Forschern umstritten, aber sie werden häufig mit frühen germanischen Siedlungen in Verbindung gebracht.
Erstmals urkundlich erwähnt wurde Itzenbüttel im Jahr 1432, als während einer Fehde der Hof eines ansässigen Bauern überfallen wurde. Im Jahr 1450 bestand der Ort aus drei Vollhöfen, und bis zum Ende des 15. Jahrhunderts waren vier Hofstellen in Itzenbüttel bekannt, die dem Altkloster Buxtehude und dem Stift Ramelsloh grundherrschaftlich unterstanden.
Am 1. Juli 1972 wurde die Gemeinde Itzenbüttel im Rahmen der niedersächsischen Gebietsreform aufgelöst. Der Großteil mit damals fast 500 Einwohnern kam zu Jesteburg. Die Stadt Buchholz in der Nordheide erhielt Gebietsteile mit damals etwa 125 Einwohnern.
Seit dem 20. April 2006 liegt ein Rahmenkonzept zur Erweiterung des Naturparks Lüneburger Heide vor, das u. a. das Gebiet von Itzenbüttel vollständig in den Naturpark einbeziehen will.

## Wappen
Blasonierung: in Rot eine silberne Burg mit einer silbernen Wellenleiste im Schildfuß

## Friedhof
Itzenbüttel verfügt über einen eigenen Friedhof am Osterberg.